# Ley (Frankrijk)
Ley (Duits: Laar im Salzgau) is een gemeente in het Franse departement Moselle (regio Grand Est) en telt 110 inwoners (2009).
De gemeente maakt deel uit van het arrondissement Château-Salins en sinds 22 maart 2015 van het kanton Le Saulnois, toen het kanton Vic-sur-Seille, waar de gemeenten daarvoor onder viel, erin opging.

## Geografie
De oppervlakte van Ley bedraagt 6,1 km², de bevolkingsdichtheid is dus 18 inwoners per km².
De onderstaande kaart toont de ligging van Ley (Frankrijk) met de belangrijkste infrastructuur en aangrenzende gemeenten.

## Demografie
Onderstaande figuur toont het verloop van het inwonertal (bron: INSEE-tellingen).